# Pol-e Gharbī
Pol-e Gharbī (persiska: پُلِ گِل كَن, گُلكَن پُل, پُلِ گِل كَنی, پير حَريرِه, گل كن پهل, پل غربی, پهل گل کن) är en ort i Iran.   Den ligger i provinsen Hormozgan, i den södra delen av landet, 1 000 km söder om huvudstaden Teheran. Pol-e Gharbī ligger 9 meter över havet och antalet invånare är 628.
Terrängen runt Pol-e Gharbī är varierad. Havet är nära Pol-e Gharbī söderut.Runt Pol-e Gharbī är det ganska tätbefolkat, med 60 invånare per kvadratkilometer. Närmaste större samhälle är Bandar-e Khamir, 13,4 km väster om Pol-e Gharbī. 